# Chã do Pelado
A Chã do Pelado é uma elevação portuguesa localizada no concelho de São Roque do Pico, ilha do Pico, arquipélago dos Açores.
Este acidente geológico tem o seu ponto mais elevado a 903 metros de altitude acima do nível do mar. Nas imediações desta formação montanhosa encontra-se a Lagoa do Ilhéu, a Cova do Caldeirão e o Cabeço do Caveiro.